# جيروم (أيداهو)
جيروم (بالإنجليزية: Jerome)‏ هي مدينة أمريكية تقع في ولاية أيداهو. ويبلغ عدد سكانها 10890 نسمة حسب إحصاء سنة 2010 م 10890.

## التركيبة السكانية
قام مكتب تعداد الولايات المتحدة بتحديد بيانات التركيبة السكانية لجيروم في تعداد الولايات المتحدة. في ما يلي، التركيبة السكانية حسب تعدادي 2000 و2010.

### تعداد عام 2000
بلغ عدد سكان جيروم 7,780 نسمة بحسب تعداد عام 2000، وبلغ عدد الأسر 2,776 أسرة وعدد العائلات 1,959 عائلة مقيمة في المدينة. في حين سجلت الكثافة السكانية 2,431.6 نسمة لكل ميل مربع (938.8/كم2). وبلغ عدد الوحدات السكنية 2,966 وحدة بمتوسط كثافة قدره 927.0 نسمة لكل ميل مربع (357.9/كم2).
وتوزع التركيب العرقي للمدينة بنسبة 0.91% من الأمريكيين الأصليين و0.23% من الأمريكيين ذوي الأصول الآسيوية و0.06% من سكان جزر المحيط الهادئ و0.18% من الأمريكيين الأفارقة و2.51% من عرقين مختلطين أو أكثر.
بلغ عدد الأسر 2,776 أسرة كانت نسبة 38.5% منها لديها أطفال تحت سن الثامنة عشر تعيش معهم، وبلغت نسبة الأزواج القاطنين مع بعضهم البعض 53.8% من أصل المجموع الكلي للأسر، ونسبة 11.2% من الأسر كان لديها معيلات من الإناث دون وجود شريك، وكانت نسبة 29.4% من غير العائلات. تألفت نسبة 24.6% من أصل جميع الأسر من أفراد ونسبة 11.7% كانوا يعيش معهم شخص وحيد يبلغ من العمر 65 عاماً فما فوق. وبلغ متوسط حجم الأسرة المعيشية 3.32، أما متوسط حجم العائلات فبلغ 2.77.
بلغ العمر الوسطي للسكان 31 عاماً. وكانت نسبة 31.6% من القاطنين تحت سن الثامنة عشر، وكانت نسبة 9.9% بين الثامنة عشر والأربعة وعشرون عاماً، ونسبة 27.9% كانت واقعةً في الفئة العمرية ما بين الخامسة والعشرين حتى الرابعة والأربعين عاماً، ونسبة 17.3% كانت ما بين الخامسة والأربعين حتى الرابعة والستين، ونسبة 13.3% كانت ضمن فئة الخامسة والستين عاماً فما فوق. يوجد لكل 100 أنثى 99.0 ذكر، ويوجد لكل 100 أنثى في الثامنة عشر من عمرها فما فوق 95.7 ذكر.
بلغ متوسط دخل الأسرة في المدينة 30,074 دولار، أما متوسط دخل العائلة فبلغ 34,046 دولار. وكان متوسط دخل الذكور 26,000 دولار مقابل 19,162 دولار للإناث. وسجل دخل الفرد الخاص بالمدينة 13,023 دولار. وكانت نسبة 12.9% من العائلات ونسبة 15.5% من السكان تحت خط الفقر، وكان من هؤلاء نسبة 21.8% تحت سن الثامنة عشر ونسبة 12.3% في الخامسة والستين من العمر وما فوق.

### تعداد عام 2010
بلغ عدد سكان جيروم 10,890 نسمة بحسب تعداد عام 2010، وبلغ عدد الأسر 3,693 أسرة وعدد العائلات 2,640 عائلة مقيمة في المدينة. في حين سجلت الكثافة السكانية 1,972.8 نسمة لكل ميل مربع (761.7/كم2). وبلغ عدد الوحدات السكنية 3,985 وحدة بمتوسط كثافة قدره 721.9 لكل ميل مربع (278.7/كم2).
وتوزع التركيب العرقي للمدينة بنسبة 78.3% من البيض و1.8% من الأمريكيين الأصليين و0.4% من الأمريكيين ذوي الأصول الآسيوية و0.1% من سكان جزر المحيط الهادئ و0.4% من الأمريكيين الأفارقة و2.2% من عرقين مختلطين أو أكثر.
بلغ عدد الأسر 3,693 أسرة كانت نسبة 45.1% منها لديها أطفال تحت سن الثامنة عشر تعيش معهم، وبلغت نسبة الأزواج القاطنين مع بعضهم البعض 49.6% من أصل المجموع الكلي للأسر، ونسبة 13.6% من الأسر كان لديها معيلات من الإناث دون وجود شريك، بينما كانت نسبة 8.3% من الأسر لديها معيلون من الذكور دون وجود شريكة وكانت نسبة 28.5% من غير العائلات. تألفت نسبة 23.5% من أصل جميع الأسر من أفراد ونسبة 10.6% كانوا يعيش معهم شخص وحيد يبلغ من العمر 65 عاماً فما فوق. وبلغ متوسط حجم الأسرة المعيشية 3.44، أما متوسط حجم العائلات فبلغ 2.92.
بلغ العمر الوسطي للسكان 28.9 عاماً. وكانت نسبة 33% من القاطنين تحت سن الثامنة عشر، وكانت نسبة 10.6% بين الثامنة عشر والأربعة وعشرون عاماً، ونسبة 27.2% كانت واقعةً في الفئة العمرية ما بين الخامسة والعشرين حتى الرابعة والأربعين عاماً، ونسبة 19.1% كانت ما بين الخامسة والأربعين حتى الرابعة والستين، ونسبة 10.2% كانت ضمن فئة الخامسة والستين عاماً فما فوق. وتوزع التركيب الجنسي للسكان بنسبة 50.4% ذكور و49.6% إناث.